# Hrîhorivka, Solone
Hrîhorivka (în ucraineană Григорівка) este un sat în comuna Moprivske din raionul Solone, regiunea Dnipropetrovsk, Ucraina.

## Demografie
Componența lingvistică a localității Hrîhorivka
     Ucraineană (94,82%)
     Rusă (4,27%)
     Alte limbi (0,61%)
Conform recensământului din 2001, majoritatea populației localității Hrîhorivka era vorbitoare de ucraineană (94,82%), existând în minoritate și vorbitori de rusă (4,27%).